# Terutroban
Terutroban é um agente antiplaquetário desenvolvido pelos laboratórios Servier. Desde 2008 é testado para a prevenção secundária de complicações trombóticas agudas no ensaio clínico de Fase III PERFORM. Terutroban é um antagonista seletivo dos receptores de tromboxano.